# Quail Island (Neuseeland)
Quail Island (Māori, Ōtamahua, manchmal auch Te Kawakawa) ist eine kleine, unbewohnte Insel im Süden der Bucht vor Lyttelton nahe Christchurch auf der Südinsel Neuseelands.
Ihren englischen Namen erhielt sie von Kapitän Mein Smith, der hier 1842 einheimische Wachteln (englisch Quail) beobachtete. Diese waren jedoch bereits 1875 ausgerottet. In der Sprache der Māori bedeutet 'Ōtamahua' einen „Platz wo Kinder Eier von Seevögeln sammeln“ 'Te Kawakawa' bezieht sich auf die Pfefferbäume der Insel.

## Geschichte
Obwohl die Insel anscheinend nicht dauerhaft von den Māori bewohnt war, wurde sie oft besucht, um Muscheln, Neuseeländer Flachs und Vogeleier zu sammeln. Auf King Billy Island, einem Felsvorsprung von Quail Island, gewannen sie Stein für die Herstellung von Werkzeugen.
Die Europäer nutzten sie 1851 kurzzeitig landwirtschaftlich, danach wurde sie 1875 eine Quarantänestation, 1907 diente sie während der Grippeepidemie als Krankenhaus, danach war sie von 1907 bis 1925 eine kleine Leprakolonie.
Nachbildungen von Hundezwingern, die im frühen 20. Jahrhundert zum Training von Hunden für Antarktisexpeditionen genutzt wurden, und ein Nachbau einer Hütte für die Leprakranken wurden von Studenten des Cathedral College errichtet, auch die Quarantänebaracken wurden restauriert und näher an der Küste neu aufgebaut. Die Insel wurde 1975 als Erholungsgebiet unter Schutz gestellt und hat einige sichere Badeküsten, Toiletten und Schutzhütten. Eine Fähre fährt die Insel an, und auch der Zugang mit privaten Wasserfahrzeugen ist erlaubt.
Der Ōtamahua/Quail Island Ecological Restoration Trust und das Department of Conservation arbeiten daran, die Insel von eingeschleppten Arten zu befreien, sie neu mit Pflanzen zu besiedeln und schließlich die heimische Tierwelt wieder anzusiedeln.